# Painstation

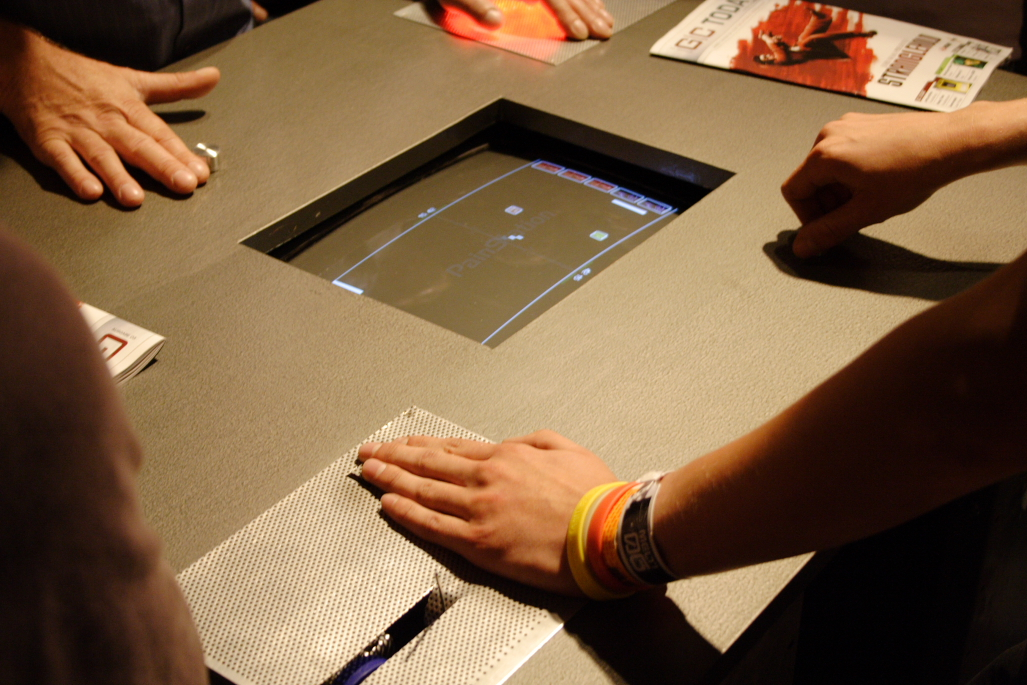
Painstation auf der Games Convention 2006

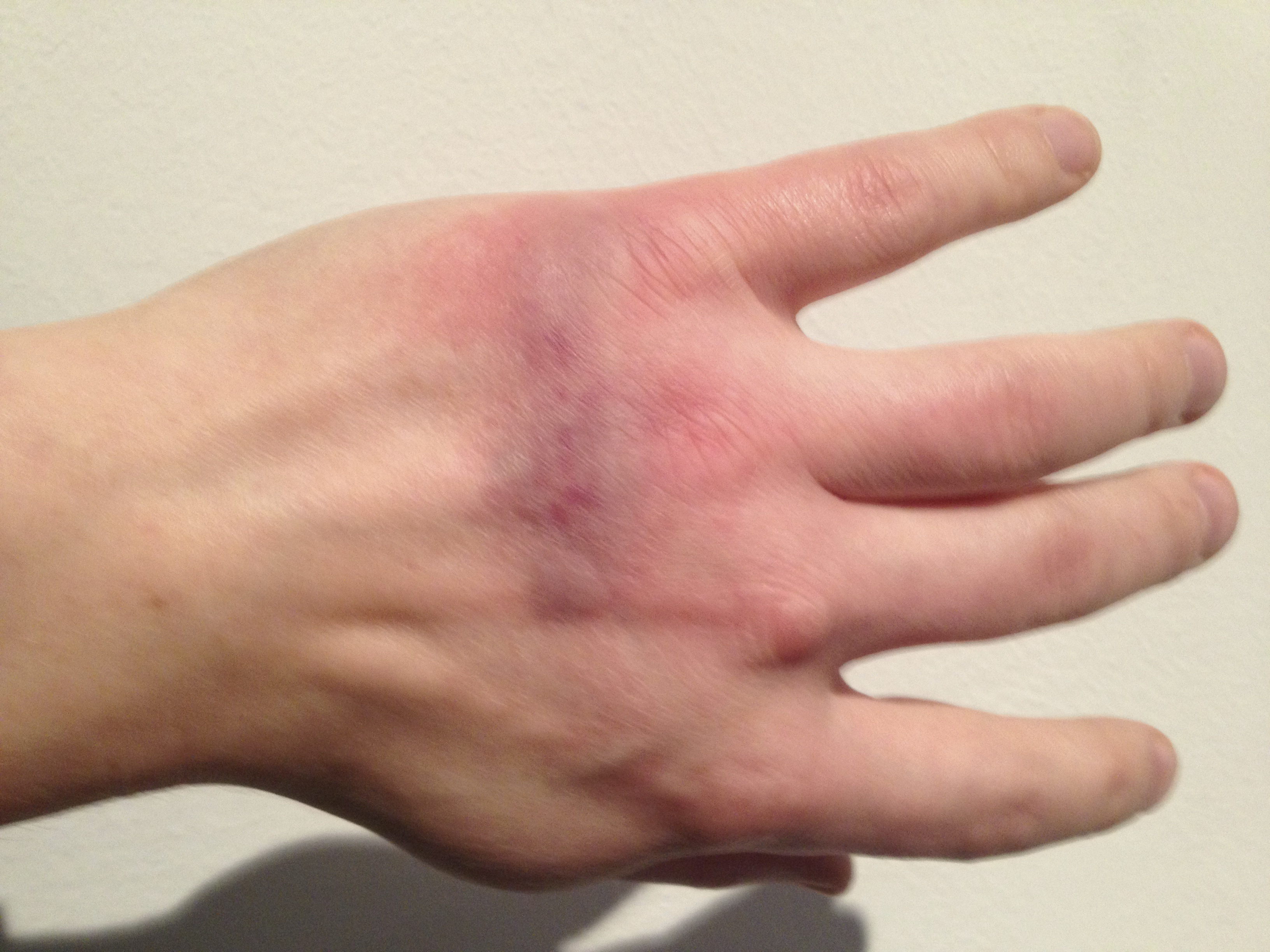
Hand eines Spielers nach dem Spielen von Painstation

Eine Painstation (von englisch pain „Schmerz“ und station „Station“) ist ein auf Pong basierendes Kunstobjekt und Arcade-Spiel mit Schmerzfeedback der Künstlergruppe „for art entertainment interfaces“.

## Geschichte
Das System wurde ursprünglich von Tilman Reiff und Volker Morawe, zwei Studenten der Kunsthochschule für Medien Köln im Jahr 2001 als interaktives Kunstobjekt entwickelt und später unter dem Namen der Künstlergruppe „for art entertainment interfaces“ weiterentwickelt. Die Konstrukteure wurden hierbei durch das Kinderspiel Fingerkloppe und die Entwicklung moderner Computerspiele inspiriert. Ein filmisches Vorbild gab es bereits 1983 in dem James-Bond-Film Sag niemals nie. Der Verlierer in dem fiktiven Computerspiel „Domination“ wird mit Elektroschocks über den Joystick bestraft. Wer den Joystick loslässt, hat verloren.
Dem ursprünglichen Konzept folgten mehrere weitere Entwicklungsstufen, die weltweit in unterschiedlichstem kulturellem Kontext regelmäßig ausgestellt werden.
Nach Gesprächen mit Sony bezeichnen die Künstler das System mittlerweile als „The artwork formerly known as PainStation“.

## Aufbau
Während das zugrundeliegende künstlerische Konzept im Lauf der Jahre konsequent beibehalten wurde, entwickelte die Gruppe das System evolutionär weiter.

### Grundkonzept
Painstations bestehen aus einem speziell angefertigten Gehäuse, das zwei Spielern die Möglichkeit zum gemeinsamen Spiel einer speziell angepassten und in ihren Möglichkeiten erweiterte Variante des Videospielklassikers Pong gegeneinander bietet. Die elektronische Steuerung ist über Digital-Analog-Wandler mit mehreren Komponenten verbunden, die den Spielern sensorisches Feedback bieten.
Während des Spiels ruht die jeweils linke Hand des Spielers auf einer Auflagefläche („Pain Execution Unit“, PEU), die zugleich als Sensor und als Feedbackinstrument dient. Mögliche Feedbackimpulse sind Hitzeimpulse, Stromstöße und eine in die Spielkonsole integrierte Miniaturpeitsche. Das Feedback erfolgt abhängig vom Spielverlauf und kann in seiner Intensität zunehmen. Der jeweilige Gegner kann versuchen, das Feedback über seine Aktionen gezielt zu verändern.
Folgende Bonus-Items können in der 2006 aktuellen Softwareversion durch Treffer aktiviert werden:
- Increase Ballspeed (3 Level)
- Double Pain Execution Time
- Quadruple Pain Execution Time
- Almost Unblockable Ricochet
- Cut High Of Bar By 50 %
- Deadly Row
- Electric Boogaloo
- Burn In Hell
- Death Penalty
- Cheese!
- Ease The Pain!
- Cluster Bomb

Entfernt einer der beiden Spieler im Verlauf des Spiels seine Hand von der Auflagefläche, hat er das Spiel verloren.

### Painstation
Herzstück des ursprünglichen Systems war die Hardware eines Apple G3 Macintosh, sowie eine eigens angefertigte Steuerungsplatine. Die Programmierung erfolgte unter Macromedia Director und C++. Das Modell entstand überwiegend aus zur Verfügung stehenden Altmaterialien unter Verwendung eines Röhrenmonitors.
Die ersten 5 Highscoreplätze wurden ursprünglich aus Abschreckungsgründen in absurden Höhen computergeneriert, jedoch wurde ein Eintrag tatsächlich auf der Games Convention 2006 von einem Spieler überschrieben. Seitdem steht mit 300 Punkten auf dem 2. Platz „GOL“.

### Painstation 2.0
Ab 2002 entstand das Nachfolgemodell Painstation 2.0.
Es bietet, neben einer spielabhängig variierbaren Schmerzintensität, mehrere auswechselbare Peitscheneinsätze und eine zusätzliche Lichtquelle, die zur Blendung des Spielgegners eingesetzt werden kann.
Nachdem die auf Director basierende Software des Vorgängermodelles auf mittlerweile veralteter Hardware basierte, wurde sie für das neue Modell für den Einsatz unter Windows komplett neu programmiert. Die Anwendung ist unter C++ und der Verwendung von OpenGL ausgeführt. Die PEUs wurden erstmal mit Laser aus rostfreiem Stahl herausgearbeitet. Die höhere Prozessorleistung erlaubt es nun, im Verlauf des Spiels die Geschwindigkeit des Peitschenmotors und die Stärke der elektrischen Schläge individuell anzupassen.
Das System wurde erstmals mit einem Münzannahmesystem ausgestattet, um eine Kostenpflicht zu ermöglichen. Das Gerät ist mit einem 15-Zoll-LC-Monitor ausgestattet und wurde der Öffentlichkeit erstmals am 25. Juni 2003 in der Harald Schmidt Show vorgestellt.

### Painstation 2.5
Das neue, in Metalltönen dreifarbig lackierte Gehäuse besteht überwiegend aus MDF-Platten und weist einen modularen Aufbau auf. Dieser erleichtert den Transport des Systems und den Austausch defekter Komponenten. Neben einem 15-Zoll-Farbbildschirm kommt intern weiterhin handelsübliche PC-Technik und eine spezielle Steuerungsplatine zum Einsatz. Der Schmerzlevel kann von 50 Prozent bis 150 Prozent angepasst werden. Der Spieler muss vor Spielbeginn über einen Opt-in-Knopf ausdrücklich bestätigen, dass er an dem Spiel teilnehmen möchte.
Die Plätze der Spieler weisen eine Lederpolsterung auf, die Kontrollelemente des Systems wurden ergonomischer angeordnet. Ein neu hinzugekommener Ventilator in der PEU kühlt das System zwischen den Spielrunden stärker herunter, um elektronische Probleme zu vermeiden, und wirkt während der Spielrunden für die Spieler schmerzlindernd.

## Ausstellungen
Permanent 

Seit 2011 als Exponat der Dauerausstellung im Computerspielemuseum Berlin, Januar 2011

Temporär

Das System wurde bisher unter anderem in folgenden Ausstellungen und Messen öffentlich vorgestellt:
- Schmerz Ausstellung in Berlin 2007
- pong.mythos im Museum für Kommunikation in Frankfurt am Main vom 16. November 2006 – 21. Januar 2007[7]
- Emergences 2006, Maison de la Villette, Paris, vom 29. September 2006 – 1. Oktober 2006
- Games Convention, Leipzig, 2006
- Electrical Fantasista Exhibition, BankART NYK, Yokohama, vom 24. Februar 2006 – 14. März 2006[8]
- Blind Spots, Hannah Maclure Centre, Dundee, vom 30. Januar 2006 – 19. Mai 2006
- Venus im Pelz, Neue Galerie, Graz, 2003
- DEAF 03, Parkhuis, Rotterdam, 2003
- Cyberarts Exhibition, OK Center, Linz, 2002
- Altitude 2001, Köln, 20. Juli 2001
- Technisches Museum, Wien

In den vergangenen Jahren wurde das System außerdem wiederholt in Clubs, sowie auf LAN- und BDSM-Partys ausgestellt.

## Auszeichnungen
- International Media Art Award, SWR/ZKM 2003
- Prix Ars Electronica 2002, Anerkennung/Interaktive Kunst

## Kunstsammlungen
- Die Art-Collection der Kunstgruppe etoy ist im Besitz einer Painstation 2.5
- Schmerz Ausstellung in Berlin 2007

## Medien
- Die Painstation in der Harald Schmidt Show